# De Provinciis consularibus
Le De provinciis consularibus (Sur les provinces consulaires) est un discours de Cicéron prononcé devant le sénat en juin ou juillet 56 a.C.n. Il vise à la répartition des provinces consulaires pour l'année à venir. L'orateur attaque vivement les proconsuls sortants Pison et Aulus Gabinius mais, de façon inattendue, il fait un vif éloge de Jules César, son adversaire politique, alors engagé dans la guerre des Gaules . Ce discours marque le retournement politique de Cicéron après les accords de Lucques.

## Contexte politique et contraintes institutionnelles

### Les accords de Lucques
En 60, César, Pompée et Crassus se sont entendus, sous seing privé, pour se répartir des zones d'influence. C'est le premier triumvirat, qui rencontre l'opposition, plus ou moins forte, du parti aristocratique (les Optimates).
La fin de l'année 57 et le premier trimestre de 56 voient un retour en force de ce parti aristocratique. César et Pompée se sentent menacés dans leurs positions. Ils se réunissent avec Crassus à Lucques, en Gaule cisalpine donc dans la province de César, pour réagir de commun accord. Ce pacte qu'ils concluent en avril 56 est un véritable coup de force par lequel ils s'approprient le consulat pour 55 et la répartition des proconsulats, donc des forces armées, pour les années à venir. Le parti des Optimates est défait. Magistrats et sénateurs se précipitent en nombre à Lucques pour faire allégeance aux triumvirs.
Les provinces consulaires sont celles qui concentrent les armées du fait des activités militaires qui s'y déroulent : en l’occurrence, ici, la Syrie et la confrontation avec les Parthes, les Gaules Cisalpine et Narbonnaise et la Macédoine, exposée aux attaques des Thraces. Les autres provinces sont dévolues aux propréteurs.

### L'attribution des provinces consulaires
La Lex sempronia de provinciis consularibus de 123 (Loi Sempronia sur l'administration des provinces) imposait de tirer au sort les provinces qu'administreraient les consuls à élire après leur sortie de charge. Ce tirage au sort devait avoir lieu avant les élections, cela pour éviter tout risque de concussion pendant la charge. Quelques années plus tard, en 52, une nouvelle loi imposera un délai de 5 ans entre la charge et la procharge. Ce n'est pas encore le cas en 56 : les consuls prennent leur proconsulat dès la fin de leur charge, voire quelques semaines avant.
Est concernée dans ce discours l'attribution des provinces consulaires pour les consuls qui exerceront en 55.
Le premier point à débattre est de choisir les deux provinces qui seront en jeu, et donc le rappel de deux proconsuls en place. Ce ne sont donc pas des conditions géopolitiques ou géostratégiques qui guident le choix que doit opérer le sénat, mais, comme souvent dans la politique romaine, des questions de personne. Cicéron est explicite dès la première phrase du discours :« quelles sont, de préférence à toutes les autres, les personnalités qu'il y a lieu, selon moi, de rappeler de leurs provinces ». Deux propositions sont déposées :
- la Gaule cisalpine et la Gaule narbonnaise, toutes deux gérées par César, l'un des consuls de 59 ;
- la Syrie et la Macédoine, respectivement détenues par Gabinius et Pison, les consuls de 58.

## Positions de Cicéron

### Envers Pison et Gabinius
Cicéron leur voue une haine tenace. Il les tient pour responsables du vote de son exil et de la mise sous séquestre de ses biens, en mars 58. Depuis son retour en septembre 57, il saisit chaque occasion pour les flétrir. Toute la première partie du discours est une attaque en règle de l'administration de Pison en Macédoine et Gabinius en Syrie. Comme d'habitude quand il parle de ces deux personnages, il démonte avec acharnement et outrance leurs comportement et réalisations : ils ont fait plus de tort à Rome qu'Hannibal eût rêvé d'en faire ! (II, 4).

### Envers César
Cicéron et César sont radicalement opposés politiquement : l'un se veut le chef de file des Optimates, l'autre celui des Populares. Le représentant de César à Rome, l'agitateur Clodius Pulcher, déteste Cicéron et cherche à lui nuire à chaque occasion. En particulier, il tente de s'opposer par tout moyen à la reconstruction de sa maison sur le Palatin, rasée lors de son exil. Le dernier épisode en date de cette saga est tout récent: voir l'article De Haruspicum responsis.
Quintus Cicéron a été plaider auprès de César la cause de son frère pendant son exil. On ne connait pas la teneur du pacte conclu mais César a levé son veto au retour de Cicéron, lui permettant de reprendre sa place dans la politique romaine. César et Cicéron s'estiment : leur opposition, parfois frontale, est d'ordre politique et non personnel. Dans le discours, Cicéron retrace tout l'historique de leurs relations, depuis leur jeunesse :« Plus tard, quand je me suis engagé à fond dans la vie politique, nous avons eu des divergences d'opinion, mais, tout en étant séparés par les idées, nous restions unis par l'amitié. »
Cicéron, à la surprise de son auditoire, défend l'œuvre de César en Gaule et plaide pour qu'on lui donne le temps nécessaire pour l'achever : il approche de la victoire décisive et ce serait folie pour l'État que de le rappeler. Il s'oppose également à une suggestion de ne dépouiller César que de l'une de ses provinces, la Transalpine, et donc de le priver du  commandement militaire de la guerre. C'est bien l'enjeu qui se cache derrière cette proposition : désarmer César.
Certains s'étonnent, en pleine séance du Sénat, du retournement de Cicéron. Le consul en charge L. Marcus Philippus lui objecte en l'interrompant : que Cicéron s'en prenne vivement à Pison et Gabinius, on peut le comprendre, mais qu'il louange César qui lui fit beaucoup de tort aussi, c'est plus difficile à suivre ! Il réplique que l'intérêt de l'État doit primer tout, même sur ses ressentiments intimes. Par exemple, il déclare : « Je dois être l'ami, comme je l'ai toujours été, de la République. Eh quoi ? Si dans l'intérêt de l'État je mets de côté mes inimitiés, qui donc aura le droit de me blâmer ? »

## Le Sénat et l'administration des provinces
Ce discours montre aussi l'importance des rapports de mission envoyés au Sénat par les promagistrats responsables des provinces. Cicéron insiste sur l'incurie de Pison dont le bilan est si désastreux qu'il n'a même pas trouvé un sénateur pour demander la lecture officielle de ses lettres. Au contraire, celles de César sont lues publiquement, malgré les efforts de Pompée pour en retarder la diffusion, et lui valent plusieurs fois le vote de la supplicatio. Gabinius est dans un cas intermédiaire : ses lettres sont lues au Sénat mais sans vote de supplicatio. Une campagne de longue durée comme celle de César en Gaule oblige à remettre en cause les rapports habituels entre le Sénat et un gouverneur dont le mandat doit être indéfiniment prolongé[réf. à confirmer].

## Les suites
Quelle que soit l'interprétation que l'on donne au revirement de Cicéron, force est de constater qu'il voit sa situation s'améliorer sur plusieurs points. On n'entend plus parler de difficulté quant à la reconstruction de sa demeure du Palatin : César a dû donner ses ordres à Clodius pour mettre fin à son harcèlement.
Quintus Cicéron rejoint l'état-major de César en Gaule en qualité de légat. On le voit occuper des postes de commandement de légion : il y acquiert une expérience militaire qui lui permettra de seconder son aîné pendant son proconsulat en Cilicie.
L'orateur ne renonce pas pour autant à s'en prendre à Pison, personnage discrédité qu'il pourfend dans le Contre Pison prononcé en 55. Il prépare aussi une accusation contre Gabinius à son retour de Syrie en 54 mais, sur la pression de Pompée, doit se borner à une position dilatoire.
Durant les années qui suivent, Cicéron ne joue plus de rôle politique de premier plan. Il s'investit dans ses tâches d'avocat et d'écrivain : il s'attelle au De oratore, par exemple.
Malgré leurs lignes opposées, jamais César ne s'en prendra à Cicéron, même au sommet de sa puissance : il usera toujours de sa clementia à son égard

## Jugements
Les historiens ont jugé souvent sévèrement ce retournement de Cicéron en faveur de César.

Lui-même n'en était guère fier. Dans une lettre contemporaine à son ami Atticus, datée de fin juin / début juillet, lettre qui accompagne la copie d'un ouvrage (vraisemblablement le discours), il décrit son attitude comme subturpicula, « un peu honteuse », puis il écrit : 

« ... et puisque ceux qui ne peuvent rien ne veulent plus de moi, je chercherai des amis parmi ceux qui ont la puissance. Ce n'est pas d'aujourd'hui que je vous le conseille, allez-vous dire encore. Oui, je le sais, et je n'ai été qu'un âne. Enfin, le temps est venu où je veux, à défaut d'autres amis, m'aimer un peu moi-même. » »

Pierre Grimal, grand connaisseur de Cicéron, résume ainsi son sentiment : 

« Même si la "palinodie" servait ses intérêts les plus immédiats, les plus égoïstes, peut-on lui reprocher, après qu'il eut subi les épreuves de l'exil, de ne pas s'être engagé dans une lutte perdue d'avance et d'avoir renoncé à ce qui n'eût été qu'un entêtement stérile, ruineux non seulement pour lui mais pour son frère. »